# Le Temps retrouvé (film)
Le Temps retrouvé is een Franse dramafilm uit 1999 onder regie van Raúl Ruiz. Het scenario is gebaseerd op de gelijknamige band van de romancyclus Op zoek naar de verloren tijd van de Franse auteur Marcel Proust.

## Verhaal
Marcel Proust ligt op zijn sterfbed. Hij bekijkt er enkele prenten uit zijn jeugd. In gedachten keert hij terug naar de ogenblikken in zijn bestaan die een indruk op hem hebben nagelaten.

## Rolverdeling
| Acteur                 | Personage            |
| ---------------------- | -------------------- |
| Catherine Deneuve      | Odette de Crecy      |
| Emmanuelle Béart       | Gilberte             |
| Vincent Perez          | Morel                |
| John Malkovich         | Baron de Charlus     |
| Pascal Greggory        | Robert Saint-Loup    |
| Marcello Mazzarella    | Marcel Proust        |
| Marie-France Pisier    | Madame Verdurin      |
| Chiara Mastroianni     | Albertine            |
| Arielle Dombasle       | Madame de Farcy      |
| Édith Scob             | Oriane de Guermantes |
| Elsa Zylberstein       | Rachel               |
| Christian Vadim        | Bloch                |
| Dominique Labourier    | Madame Cottard       |
| Philippe Morier-Genoud | Monsieur Cottard     |
| Melvil Poupaud         | Prins van Foix       |
| Ingrid Caven           | Russische prinses    |
| Alain Robbe-Grillet    | Goncourt             |